# Киценко, Иван Иванович
Иван Иванович Киценко (1920—1981) — советский лётчик минно-торпедной авиации Военно-морского флота во время Великой Отечественной войны, Герой Советского Союза (6.03.1945). Гвардии капитан.

## Биография
Родился 20 мая 1920 года в селе Галицино Лабинского отдела (ныне — Кочубеевский район Ставропольского края). Из семьи казаков. Русский. Окончил семь классов школы, школу ФЗУ по специальности «бурильщик» и аэроклуб в Баку. 
В 1937 году призван на службу в Военно-морской флот СССР. В 1938 году окончил Военно-морское авиационное училище имени И. В. Сталина в Ейске. Служил в 240-й отдельной авиационной эскадрилье ВВС Черноморского флота.
С июня 1941 года участвовал в Великой Отечественной войне. Летом и осенью 1941 года воевал в составе ВВС Балтийского флота, участвовал в обороне Моонзундского архипелага. В ноябре 1941 года был переведён на Черноморский флот. В 1942 году назначен пилотом 119-го авиационного полка ВМФ. Летом 1942 года в Таганрогском заливе в море на летающей лодке МБР-2 спас два экипажа сбитых противником самолётов. В начале 1944 года назначен командиром звена в 5-й гвардейский минно-торпедный авиационный полк ВВС Черноморского флота.
Участвовал в обороне Кавказа (в том числе в обороне Новороссийска), в Новороссийско-Таманской, Керченско-Эльтигенской десантной, Одесской, Крымской и Ясско-Кишинёвской наступательных операциях. Воевал на самолёте Ил-4.
В июне 1942 года его самолёт был сбит немецким истребителем, 2 члена экипажа погибли, а самого его доставили в госпиталь в бессознательном состоянии. Но уже через два месяца вернулся в свой полк и вновь стал летать.
К октябрю 1944 года командир звена 5-го гвардейского минно-торпедного авиаполка 2-й гвардейской минно-торпедной авиационной дивизии ВВС Черноморского флота гвардии старший лейтенант Иван Киценко совершил 217 боевых вылетов (из них 115 ночью): 106 на бомбардировку войск противника, 63 на воздушную разведку, 10 на морские минные постановки, 6 на доставку грузов партизанам в Крыму, 33 на торпедирование кораблей и судов противника. В результате его действий было потоплено 6 немецких транспортов, 1 танкер, 1 быстроходная десантная баржа, повреждена 1 подводная лодка.
Указом Президиума Верховного Совета СССР от 6 марта 1945 года за «образцовое выполнение боевых заданий командования на фронте борьбы с немецко-фашистскими захватчиками и проявленные при этом отвагу и геройство» гвардии старшему лейтенанту Ивану Ивановичу Киценко присвоено звание Героя Советского Союза с вручением ордена Ленина и медали «Золотая Звезда» за номером 3808.
Всего за годы войны выполнил 298 боевых вылетов.
После окончания войны продолжил службу в ВМФ СССР. Некоторое время служил в том же полку, затем был командиром звена 30-го разведывательного авиаполка ВВС Черноморского флота. Позднее был переведён в ВВС Северного флота, где служил старшим лётчиком 574-го минно-торпедного авиаполка, старшим лётчиком и командиром звена 9-го гвардейского минно-торпедного авиаполка, командиром резервного звена и заместителем командира эскадрильи 1941-го минно-торпедного авиаполка. В 1954 году вступил в КПСС. В декабре 1954 года капитан И. И. Киценко уволен в запас. 
Проживал в Киеве. Умер 8 июня 1981 года, похоронен на Лукьяновском военном кладбище Киева.

## Награды
- Герой Советского Союза (6.03.1945)
- Орден Ленина (6.03.1945)
- Два ордена Красного Знамени  (22.05.1943, 30.04.1944)
- Два ордена Отечественной войны 1 степени (13.05.1944, …)
- Орден Красной Звезды
- Медаль «За боевые заслуги» (15.11.1950)
- Медаль «За оборону Ленинграда» (1943)
- Медаль «За оборону Кавказа» (1945)
- Ряд других медалей СССР[2].

## Память
- Бюст И. И. Киценко установлен в посёлке Вольное в Джанкойском районе Крыма[5]